# GmailFS
À ne pas confondre avec GoogleFS, un système de fichiers inventé par Google pour gérer le stockage de gros fichiers sur ses serveurs.
 (août 2008).
Si vous disposez d'ouvrages ou d'articles de référence ou si vous connaissez des sites web de qualité traitant du thème abordé ici, merci de compléter l'article en donnant les références utiles à sa vérifiabilité et en les liant à la section « Notes et références ».
GmailFS  est un système de fichiers virtuel, développé par Richard Jones, grâce auquel on peut accéder à l'espace disque de son compte Gmail afin d'en faire un disque local virtuel. GmailFS a été conçu pour le système d'exploitation Linux. Cependant, des portages ont été effectués sous Microsoft Windows et Mac OS X.
Le principe de GmailFS consiste à créer un système de fichier en adéquation avec l'espace de travail de l'utilisateur. La communication avec la messagerie Gmail est assurée par la bibliothèque libgmail. Cette dernière est écrite en Python, tout comme GmailFS.
L'utilisation de GmailFS permet à un utilisateur de disposer de plus de 7 gigaoctets de stockage, par tranche de fichiers de 20 mégaoctets environ (sous forme de pièces jointes). Les fichiers stockés sous cette forme sont codés afin d'être compatibles avec FUSE. La rapidité de ce système de fichiers est cependant limitée par les performances de la connexion à Internet employée.
Certains utilisateurs de GmailFS utilisent un chiffrement au niveau du système de fichiers pour protéger leurs informations.
Cependant, le contrat d'utilisation de Gmail ne permet pas ce type d'utilisation du service. L'utilisateur se servant d'un tel logiciel prend donc le risque de voir son compte Gmail fermé. L'utilisation de GmailFS est donc déconseillée à une fin de sauvegarde.

## Non fonctionnel?
GMailFS ne fonctionne plus avec la dernière interface GMail (en date du 13 décembre 2009) parce que libgmail n'est plus maintenu par son principal développeur, d'après le site web de GMailFS. Il recommande une nouvelle version de GmailFS , créée par Dave Hansen, construite sur imaplib et non pas sur libgmail.